# TheScore
Pour les articles homonymes, voir Score.
theScore est un média numérique canadien qui opère le site Internet de langue anglaise theScore.com, consacré à l'actualité sportive. Ses propriétaires sont le fondateur John S. Levy, sa famille, et Rogers Media.
Il s'agit de la compagnie qui succède à Score Media, dissous en 2013, qui possédait la chaîne sportive de télévision The Score, devenue Sportsnet 360 après son acquisition par Rogers.